# Hangtükör

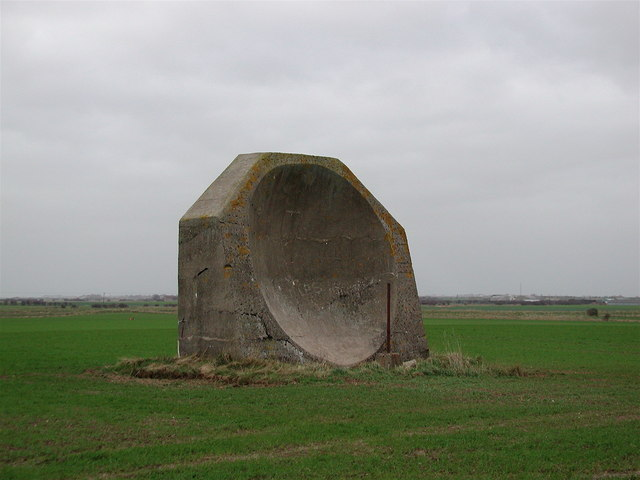
Egy 4,5 méteres, betonból készült első világháborús hangtükör Kilnsea közelében (Yorkshire, Egyesült Királyság). Az előtte látható cső tartotta a „gyűjtőfejet” (mikrofont)

A hangtükör a hanghullámok fókuszálására és felerősítésére használt berendezés, melyet a hadviselésben az ellenséges repülőgépek előrejelzésére használtak.

## Hangtükrök a hadviselésben
A britek az első világháború alatt kezdtek kiépíteni egy hangtükrökből álló jelzőrendszert, miután Nagy-Britannia északkeleti partjait 1915 áprilisa és 1917 novembere között tizenöt Zeppelin-támadás érte. Az első állomások Boulby, Kilnsea, Redcar (mind Yorkshire), Hartlepool (Durham, már nem áll), valamint Sunderland városa mellett létesültek, 1916-ban. A déli part menti állomások helyszínei: Abbot's Cliff (Folkestone-tól keletre), Denge (Dungeness-fok), Dover (a várostól keletre), Warden Point (Sheppey-sziget) és Hythe (mind Kent), valamint Selsey (Nyugat-Sussex). Ezeken kívül a stratégiai fontosságú Málta szigetén is készült egy – Szicília felé irányított – hangtükör, Maghtab közelében.
A hangtükrök a 30-as évek közepére gyakorlatilag használhatatlanná váltak, mivel a repülőgépek gyorsasága jelentősen megnőtt. Míg például a sunderlandi tükör a zeppelinek érkezését tizenöt perccel korábban jelezte, a második világháború előtt már 350 km/h-val közlekedő repülőgépeket még azok a tükrök is csak négy perccel korábban észlelték, amelyek jó idő esetén 25–30 km-re hallottak.
A britek a hangtükör program során kikísérletezték, hogyan lehet több megfigyelőpont eredményei alapján meghatározni az ellenséges gépek helyzetét, így ezt a módszert a radaroknál már készen alkalmazhatták.